# Шнапир, Саймон
Саймон (Семён Борисович) Шнапир (англ. Simon Shnapir; род. 20 августа 1987, Москва, СССР) — американский фигурист, выступающий в парном фигурном катании. С Мариссой Кастелли — бронзовый призёр Олимпийских игр в командных соревнованиях в 2014 году и бронзовые призёры чемпионата мира среди юниоров 2009 года. Чемпионы мира в командном чемпионате мира в 2013 году.
По состоянию на февраль 2014 года пара занимает 9-е место в рейтинге Международного союза конькобежцев (ИСУ).

## Личная жизнь
Саймон Шнапир родился в Москве, но когда ему было 16 месяцев, его родители Инна и Борис эмигрировали в США. Его отец, Борис Шнапир (Немировский) — выпускник МХТИ им. Д. И. Менделеева (1979).
Шнапир свободно говорит по-русски. Он окончил в 2005 году Региональную высшую школу Линкольн-Садбери. В настоящее время посещает Эмерсон-колледж (англ. Emerson College) в Бостоне, где изучает кинопроизводство.

## Карьера

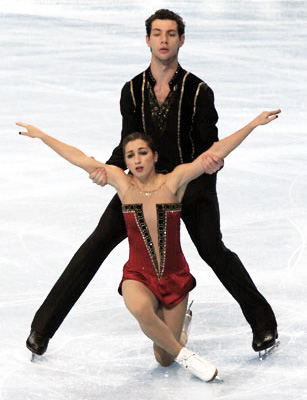
М. Кастелли и С. Шнапир на Trophee Eric Bompard 2009.

Саймон Шнапир начал заниматься фигурным катание в шесть лет, когда мама отвела его на каток первый раз. Когда ему было 13 он начал заниматься парным катанием. В пару с Мариссой Кастелли Саймон встал в 2006 году. Впервые на международный уровень пара вышла в сезоне 2007—2008 поучаствовав в юниорской серии Гран-при на этапе в Эстонии, но там они заняли не высокое 10-е место. При этом на национальном уровне они ещё выступали в категории «новичков», и в этой категории стали бронзовыми призёрами чемпионата США.
В сезоне 2008—2009, пара, единственные из американских юниорских спортивных пар, прошли в финал серии Гран-при, где заняли шестое место. Национальный чемпионат среди юниоров они закончили на третьем месте и получили путёвку на чемпионат мира среди юниоров. Там они стали третьими, проиграв второй паре — россиянам Анастасии Мартюшевой и Алексею Рогонову — меньше балла.
В мае 2014 было объявлено о создании новой пары с Ди Ди Лэнг.
Однако через год Шнапир принял решение перейти на тренерскую работу.

## Спортивные достижения
(с М. Кастелли)
| Соревнования                                   | 2006—2007 | 2007—2008 | 2008—2009 | 2009—2010 | 2010—2011 | 2011—2012 | 2012—2013 | 2013—2014 |
| ---------------------------------------------- | --------- | --------- | --------- | --------- | --------- | --------- | --------- | --------- |
| Зимние Олимпийские игры личные соревнования    |           |           |           |           |           |           |           | 9         |
| Зимние Олимпийские игры командные соревнования |           |           |           |           |           |           |           | 3         |
| Чемпионаты мира                                |           |           |           |           |           |           | 13        | 11        |
| Командные чемпионаты мира                      |           |           |           |           |           |           | 1/5       |           |
| Чемпионаты Четырёх континентов                 |           |           |           | 10        |           |           | 3         |           |
| Чемпионаты мира среди юниоров                  |           |           | 3         |           |           |           |           |           |
| Чемпионаты США                                 | 9N.       | 3N.       | 3J.       | 10        | 5         | 5         | 1         | 1         |
| Этапы Гран-при: NHK Trophy                     |           |           |           |           |           | 7         | 3         | 4         |
| Этапы Гран-при: Skate America                  |           |           |           |           | 6         |           | 5         | 6         |
| Этапы Гран-при: Skate Canada                   |           |           |           |           | 4         |           |           |           |
| Этапы Гран-при: Trophée Eric Bompard           |           |           |           | 7         |           |           |           |           |
| Мемориал Ондрея Непелы                         |           |           |           |           |           | 4         |           |           |
| Icechallenge                                   |           |           |           |           |           |           | 1         |           |
| Финалы юниорского Гран-при                     |           |           | 6         |           |           |           |           |           |
| Этапы юниорского Гран-при, Великобритания      |           |           | 4         |           |           |           |           |           |
| Этапы юниорского Гран-при, Чехия               |           |           | 4         |           |           |           |           |           |
| Этапы юниорского Гран-при, Эстония             |           | 10        |           |           |           |           |           |           |

- N = уровень «новички»; J = уровень «юниоры»